# Astyochia monacha
Astyochia monacha là một loài bướm đêm trong họ Geometridae.